# Problemy idealizmu
Problemy idealizmu (ros. Проблемы идеализма, Problemy idiealizma) – zbiór artykułów filozofów rosyjskich,  wydany przez Moskiewskie Towarzystwo Psychologiczne w 1902 roku i uważany przez wielu badaczy za początek kształtowania się rosyjskiego renesansu religijno-filozoficznego. Zbiór Problemy idealizmu znalazł kontynuację w Drogowskazach (1909).